# Szapijówka
Szapijówka (ukr. Шапіївка, Szapijiwka) – wieś na Ukrainie, w obwodzie kijowskim, w rejonie białocerkiewskim.

## Dwór
- Dwór w części centralnej piętrowy, kryty dachem dwuspadowym, z czterema kwadratowymi kolumnami od frontu podtrzymującymi balkon na piętrze ze stalową balustradą, po bokach parterowe skrzydła, obok park założony przez hr. Tyszkiewiczów[2].